# Micardia
Micardia is een geslacht van vlinders van de familie van de uilen (Noctuidae).

## Soorten
- M. argentata Butler, 1878
- M. argentoidea Berio, 1954
- M. distincta Chen & Xue, 2012
- M. ikoly Viette, 1982
- M. itremo Viette, 1982
- M. minuta Chen & Xue, 2012
- M. munda Leech, 1900
- M. pallens Chen & Xue, 2012
- M. pulcherrima Moore, 1867
- M. pulchra Butler, 1878
- M. pulchrargenta Bryk, 1942
- M. quadrilinea Scriba, 1921
- M. simplicissima Berio, 1973
- M. terracottoides Berio, 1954
- M. yixingensis Liang, Zhu, Weng & Sun, 2019

### Status onduidelijk
- M. jezoensis Sugi, 1959